# Котов, Александр Григорьевич
Алекса́ндр Григо́рьевич Ко́тов (19 октября 1918, с. Троицк — 25 июня 2005, с. Троицк) — советский военный лётчик, гвардии капитан. Герой Советского Союза (1943).

## Биография
Александр Котов родился 19 октября 1918 года в селе Троицк. После окончания семи классов школы и школы фабрично-заводского ученичества работал узловязальщиком Монинского камвольного комбината в Московской области.
В 1938 году Котов был призван на службу в Рабоче-крестьянскую Красную Армию. В 1940 году окончил Качинскую Краснознаменную военную авиационную школу лётчиков им. Мясникова. С июня 1941 года — на фронтах Великой Отечественной войны.
К 22 января 1943 года гвардии старший лейтенант Александр Котов был заместителем командира эскадрильи 32-го гвардейского истребительного авиаполка 210-й истребительной авиадивизии 1-го истребительного авиационного корпуса 3-й воздушной армии Калининского фронта.. К апрелю 1943 г. совершил 256 боевых вылетов и в 129 воздушных боях сбил 16 вражеских самолётов. За эти подвиги представлен к званию Героя Советского Союза. По данным М. Ю. Быкова, на его боевом счету было 11 сбитых лично и 4 в группе вражеских самолётов.
Указом Президиума Верховного Совета СССР «О присвоении звания Героя Советского Союза начальствующему составу Военно-Воздушных сил Красной Армии» от 22 февраля 1943 года за «образцовое выполнение боевых заданий командования на фронте борьбы с немецкими захватчиками и проявленными при этом отвагу и геройство» удостоен высокого звания Героя Советского Союза с вручением ордена Ленина и медали «Золотая Звезда» за номером 813.
В начале апреля 1943 года получил тяжелые ранения при несчастном случае. В августе 1943 года Котов был уволен в запас по инвалидности.
В 1946—1953 годах вновь служил в Советской Армии, вышел в отставку в звании капитана. Вернулся в родное село, где сначала работал электротехником, а затем директором межколхозной ГЭС..
Награждён двумя орденами Ленина, орденами Красного Знамени и Отечественной войны 1-й степени,, медалями «За оборону Киева», «За оборону Москвы», «За оборону Сталинграда», «За Победу над Германией в Великой Отечественной войне», медалями СССР и РФ. Почётный гражданин Республики Мордовия (2000). Почётный гражданин Ковылкинского района.
Приказом  Верховного Главнокомандующего Вооруженными силами Российской федерации № 2 от 27 апреля 2000 года Александру Котову присвоено воинское звание майор. 
Скончался 25 июня 2005 года на 87-м году жизни. Похоронен в селе Троицк.
Имя Александра Котова носит Троицкая средняя общеобразовательная школа. На доме, где жил Герой, установлена мемориальная доска.